# BESIDE
株式会社BESIDE（ビサイド、英文社名；BESIDE INC.）は、東京都渋谷区にかつて存在した日本の芸能プロダクション、モデルエージェンシー。福岡支社は、福岡県福岡市中央区渡辺通5-24-30 東カン福岡第一ビル506号室に所在。

## 沿革
- 2000年9月1日 - 後藤和男が東京都港区に設立。
- 2012年2月27日 - 事務所を東京都港区南青山1-2-6 ラティス青山606号室から東京都渋谷区渋谷3-10-12へ移転。
- 2018年4月現在、掲載されていたタレントが既に芸能界を引退している、他の芸能プロダクションへ移籍していること、公式ウェブサイトは閲覧不可なことから、事実上の解散状態である。

## 消滅時点の所属タレント
※2016年1月現在
- 佐藤雄一

## かつて所属していたタレント
- 秋吉久美子
- 佐藤寛子
- 柏原崇
- 長谷川愛
- 高橋亜由美
- 野口大輔
- 潘めぐみ[1][2]

## 関連会社
- 925hPa：2009年9月設立。映画監督・脚本家のマネジメントを行っていた。